# Marek Nikl
Marek Nikl [marɛk ɲikl] (* 20. Februar 1976 in Nymburk) ist ein ehemaliger tschechischer Fußballspieler. Während der Saison 2022/23 ist er als Trainer von Dynamo Budweis tätig.

## Karriere
Nikl begann mit dem Fußballspielen in der Jugendmannschaft von Bohemians Prag. 1994 wechselte er zu Sparta Krč, aber schon im nächsten Jahr ging er wieder zurück zum tschechischen Traditionsklub Bohemians Prag, mit dem er 1996 den Aufstieg in die erste tschechische Liga schaffte.
Im November 1998 wechselte Nikl zum 1. FC Nürnberg in die Bundesliga. Zweimal stieg er mit dem Verein ab und wieder auf und gehörte acht Jahre lang in beiden Klassen zu den Stützen der Clubabwehr. In der Saison 2006/07 wurde er dann allerdings vom jungen, sehr erfolgreichen Abwehrnachwuchs in die zweite Reihe verdrängt. Dennoch durfte er im Pokalfinale in Berlin von Anfang an spielen, da Stammspieler Honorato Gláuber kurzfristig ausfiel und Trainer Hans Meyer diesmal auf Erfahrung setzte. Der FCN gewann das Spiel 3:2 nach Verlängerung.
In der Saison 2007/08 rückte Nikl aufgrund der Neuzugänge wieder ins zweite Glied und sollte als feste Stütze der zweiten Mannschaft in der Bayernliga helfen. Allerdings führte die Unzufriedenheit mit der Lage zu einer vorzeitigen Vertragsauflösung im September 2007, der FCN wollte ihm keine Steine in den Weg legen. Marek Nikl wechselte zurück nach Tschechien zu seinem Stammverein Bohemians 1905 Prag. Nach der Saison 2011/12 hat er seine Karriere beendet und arbeitet seitdem beim 1. FC Nürnberg als Scout.
Für die Tschechische Fußballnationalmannschaft hat er fünf Einsätze zu verzeichnen, alle während seiner Zeit beim „Club“.
Mittlerweile arbeitet Nikl als Trainer in Tschechien, während der Saison 2022/23 bei Dynamo Budweis.

## Statistik
Einsätze (Stand 19. Mai 2007)
- 1. Bundesliga:

| Einsätze | Tore | Saison  | Verein         |
| -------- | ---- | ------- | -------------- |
| 22       | 1    | 1998/99 | 1. FC Nürnberg |
| 31       | 4    | 2001/02 | 1. FC Nürnberg |
| 29       | 2    | 2002/03 | 1. FC Nürnberg |
| 25       | –    | 2004/05 | 1. FC Nürnberg |
| 27       | 2    | 2005/06 | 1. FC Nürnberg |
| 7        | –    | 2006/07 | 1. FC Nürnberg |
| 141      | 9    | gesamt  |                |

- 2. Bundesliga:

| Einsätze | Tore | Saison  | Verein         |
| -------- | ---- | ------- | -------------- |
| 29       | 3    | 1999/00 | 1. FC Nürnberg |
| 30       | 2    | 2000/01 | 1. FC Nürnberg |
| 28       | 2    | 2003/04 | 1. FC Nürnberg |
| 87       | 7    | gesamt  |                |

Erfolge
- Deutscher Pokalsieger 2007 mit dem 1. FC Nürnberg